# Osman Hamdi Bey
Osman Hamdi Bey (Istanbul, 30 dicembre 1842 – Istanbul, 24 febbraio 1910) è stato un pittore e archeologo ottomano, fondatore dei Musei archeologici di Istanbul.
Come pittore si impose fondando una scuola di pittura originale e come archeologo fu il grande pioniere della promozione della storia antica e dell'archeologia del territorio turco. Creò inoltre il primo museo archeologico del suo Paese.

## Biografia
Osman Hamdi era il primogenito del Gran Visir (Sadrazam) İbrahim Edhem Pascià, ingegnere e politico di cultura occidentale. Mostrò sin da giovanissimo una marcata disposizione per l'arte, con un'abilità particolare per il disegno e la pittura. Nonostante appartenesse ad una famiglia di livello e di censo superiore, egli frequentò la scuola pubblica di Beşiktaş, quindi, dal 1856, la facoltà di giurisprudenza (Maarif-i Adliye) di Costantinopoli. Nel 1860 suo padre lo inviò a Parigi per perfezionare i suoi studi giuridici e perché apprendesse almeno gli elementi fondamentali della cultura occidentale. Osman ne approfittò per migliorare anche la sua tecnica pittorica, studiando sotto la direzione di Jean-Léon Gérôme, di Louis Boulanger e di Fausto Zonaro.

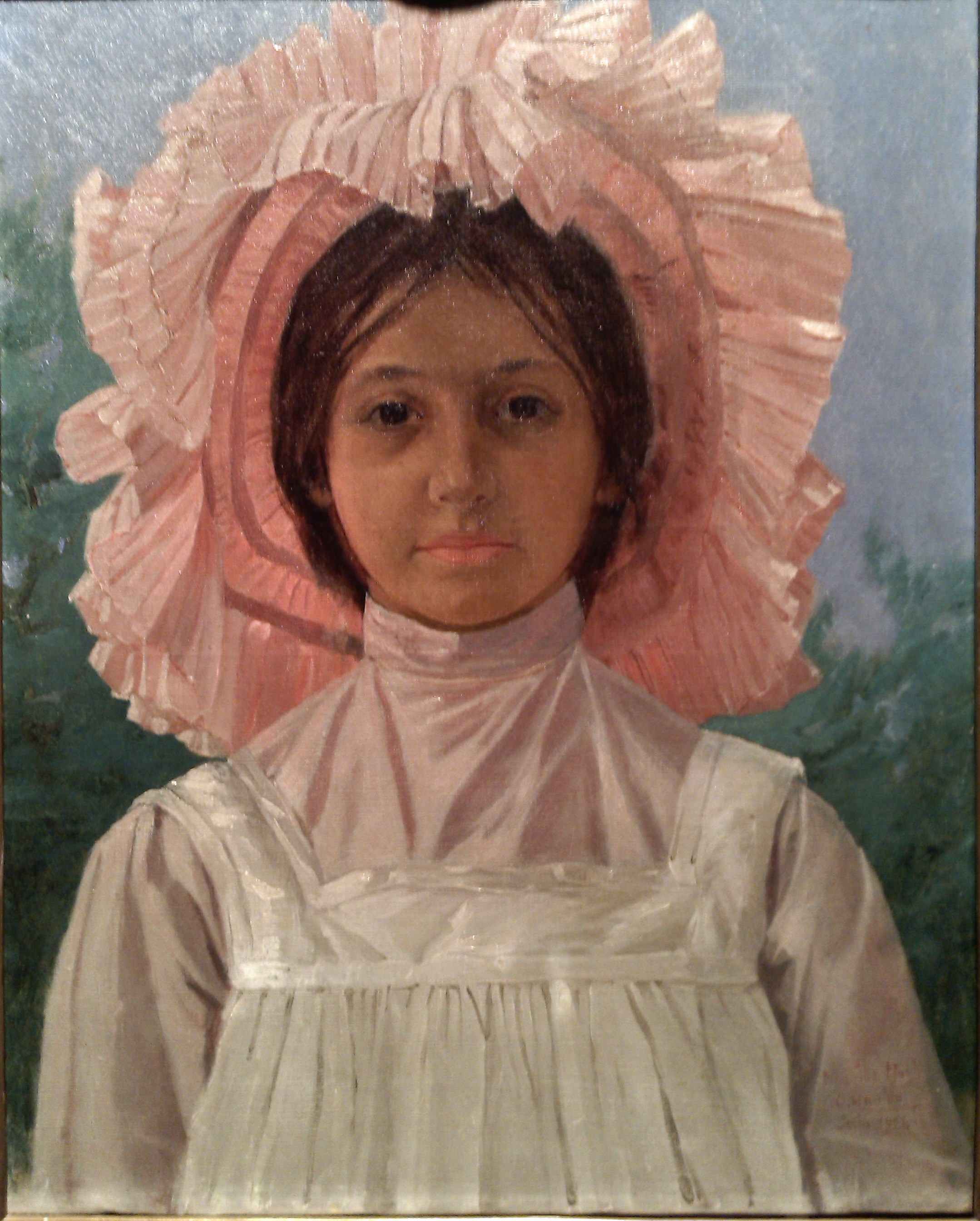
Ragazza con cappello rosa

Nel 1864, sposò una giovane di nome Maria. Costei gli diede due figlie, Fatima e Hayriye.  Il matrimonio durò 10 anni: nel 1873, infatti, Osman si recò ad una fiera internazionale a Vienna, dove conobbe una ragazza francese di soli 17 anni, anche lei di nome Maria (Hanim), che Osman soprannominò Naile, per poi sposarla lasciando la prima moglie. Da Naile ebbe quattro figlie: Melek, Leïla, Edhem e Nazlı.  Terminati gli studi, Osman rientrò in Turchia nel 1869 e fu assunto dai servizi diplomatici dell'Impero ottomano come responsabile, nonché responsabile degli affari esteri per il Vilayet di Bagdad. E fu lì che, prendendo parte ad uno scavo, egli cominciò ad appassionarsi di storia e d'archeologia.
Pittore ormai affermato nel suo Paese, possedeva un ampio atelier, dove riceveva i pittori stranieri che venivano a visitare l'Oriente. Fra questi il pittore francese Max Leenhardt, al quale fece scoprire la cultura ottomana e la straordinaria luminosità del Bosforo.
Nel frattempo diresse lui stesso le prime ricerche di antichità e i primi scavi archeologici, a capo di gruppi di ricercatori turchi, a Sidone nel Libano. Riportò alla luce numerosi sarcofagi (fra cui quello noto come il « sarcofago di Alessandro »), che sono considerati ancora delle meraviglie archeologiche.
Affinché queste vestigia fossero conservate e adeguatamente mostrate al pubblico, nel 1881 Osman fondò un Museo archeologico che aprì i battenti dieci anni dopo. Hamdi Bey divenne così il direttore del primo museo della Turchia, che nominò Müze-i Humayun (« Museo dell'Impero »), situato nel quartiere Sultanahmet d’Istanbul, e che attualmente è il Museo archeologico di Istanbul. La sua edificazione venne affidata all'architetto medio-orientale Alexandre Vallaury (1850–1921) e la sua facciata ricorda la forma del sarcofago di Alessandro. L'edificio costituisce un interessante esempio di architettura neoclassica della città.

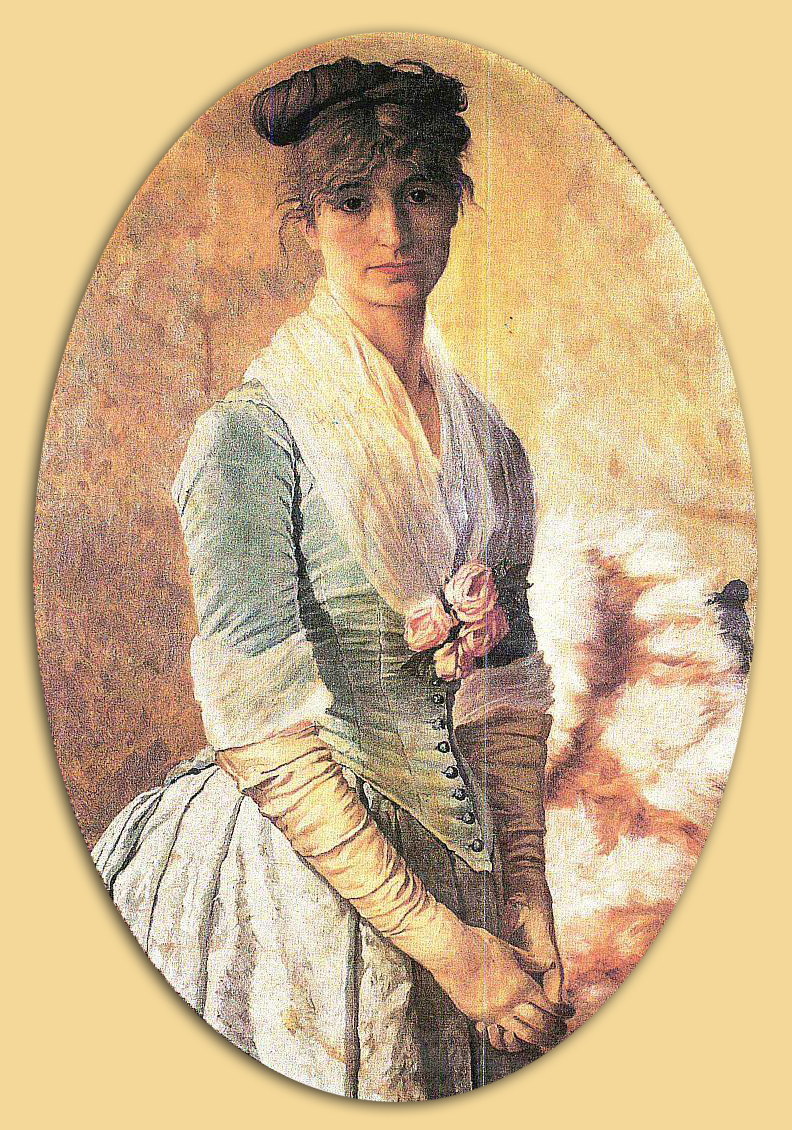
Ritratto della moglie Maria "Naile" Hanim

Di fronte al museo, Osman Hamdi fece costruire nel 1883 la Scuola Sanayi-i Nefise Mektebi (Università di Belle Arti Mimar Sinan o Istituto di Belle arti), che fu la prima istituzione turca dedicata alle arti contemporanee. L'edificio ospita oggi anche il Museo dell'Antico oriente. Nello stesso anno il governo incaricò Osman Hamdi Bey, in qualità di direttore del museo imperiale ottomano, e Osgan Efendi, professore dell’Accademia di Belle arti, di recarsi a Nemrut Dağı per inventariare in modo completo tutti gli edifici e le iscrizioni, e per raccogliere quanti più reperti possibili. Dopo gli scavi di Nemrut, Osman seguì anche un altro progetto a Lagina.
Osman Hamdi Bey fu altresì uno degli autori del progetto di legge sulla protezione del patrimonio culturale (Asar-ı Atika Nizamnamesi), adottata nel 1884, e che fu di grande importanza nel mettere fine al traffico di antichità verso l'Occidente. Con tale legge il museo di Hamdi ottenne la qualifica di Museo di Stato, beneficiando così del monopolio della Corona.
Nonostante queste attività in archeologia, Osman non trascurò la sua produzione pittorica e fece appositamente costruire nel 1884 un padiglione d'estate a Eskihisar, villaggio della periferia di Gebze, dove suo padre possedeva già una residenza, per farne il suo atelier. Oggi essa è proprietà dello Stato e dal 1987 è divenuta un museo col nome di Casa di Osman Hamdi Bey. Vi si possono ammirare oggetti appartenuti al celebre archeologo, foto d'epoca e copie dei suoi quadri (in prevalenza composizioni figurative di temi orientaleggianti), poiché le opere originali sono conservate in collezioni private o nei grandi musei di ogni parte del mondo. Osman divise i suoi ultimi anni fra l'abbellimento e l'arricchimento del Museo e la sua attività di pittore.
Osman Hamdi Bey morì nella sua villa sul Bosforo a Istanbul-Kuruçesme nel 1910, all'età di 67 anni.

## Opere pittoriche
Selezione.
- Un jeune émir étudiant, olio su tela, 1878, Emirati arabi uniti, Louvre Abu Dhabi - (Giovane emiro che studia)[5]
- Le four à torréfier, 1879 - (Il forno per la torrefazione)
- Le Harem, 1880 - (L'harem)
- Deux jeunes musiciennes, 1880 - (Due giovani musiciste)
- La jeune fille lisant le Coran, 1880 - (Ragazza che legge il Corano)
- Vieil homme devant des tombeaux d'enfants, 1903, Musée d'Orsay, Parigi - (Un vecchio davanti alle tombe di bambini)[6]
- Le dresseur de tortues, 1906 - (L'addestratore di tartarughe)

Questo quadro allegorico è il più famoso dell'arte turca, detiene un primato di vendita all'asta in Turchia nel 2004, essendo stato stimato 3,5 milioni di dollari. Fu acquistato dalla Fondazione Suna e Inan Kıraç per il Museo di Pera d’Istanbul.
- Les trafiquants d'armes, 1907 - (I trafficanti d'armi)
- Femmes dans la cour de la Mosquée de Şehzadebaşı,  1908 - (Donne nel cortile della moschea di Şehzadebaşı)

## Pubblicazioni
Scritti principali.
- (in coll. con Osgan Efendi) « Le tumulus de Nemroud-Dagh. Voyage, description, inscriptions », Istanbul 1883, ristampato a Istanbul nel 1987.[8]
- (in coll. con Théodore Reinach) « Une nécropole royale à Sidon », Parigi, 1892

## Galleria d'immagini
Scene di genere

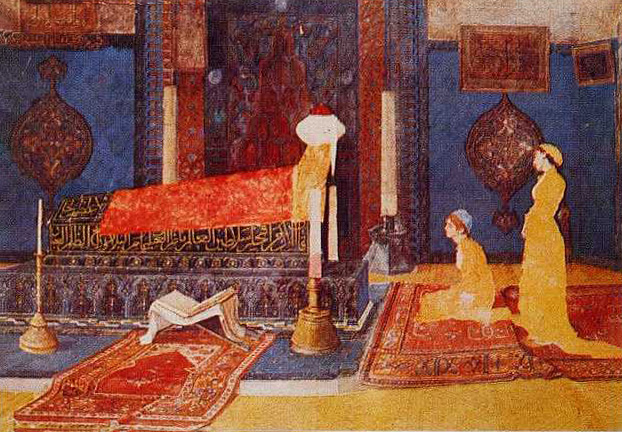
Due giovani davanti a una tomba
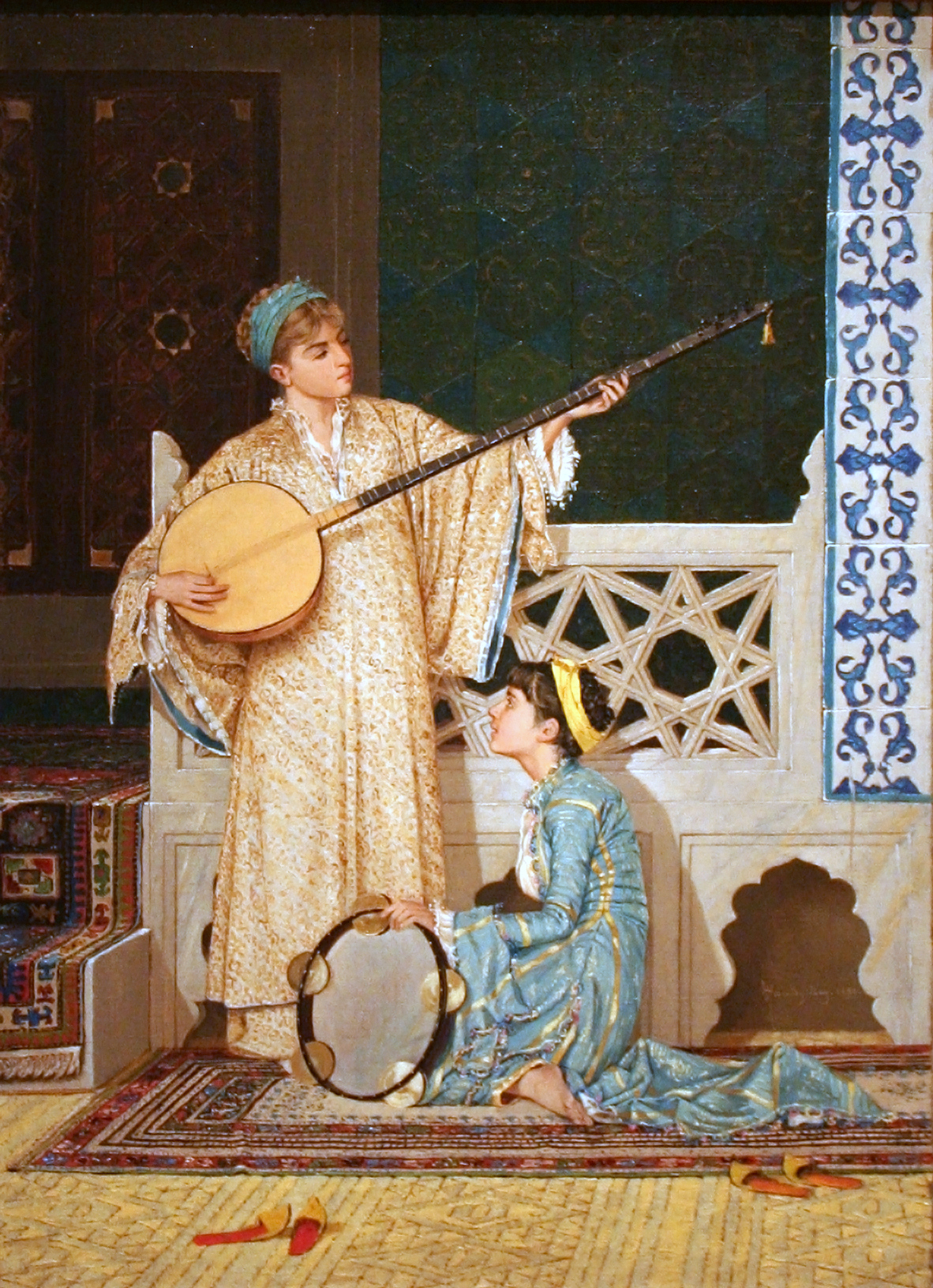
Due ragazze musiciste
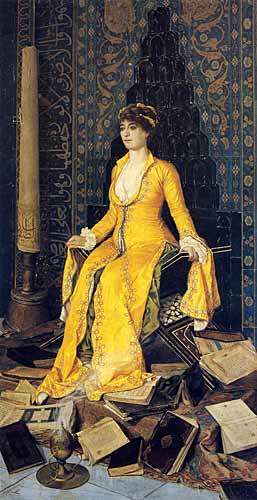
Il Miḥrāb, 1901
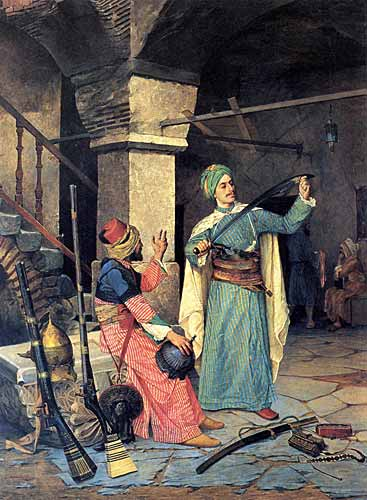
Il mercante d'armi, 1908
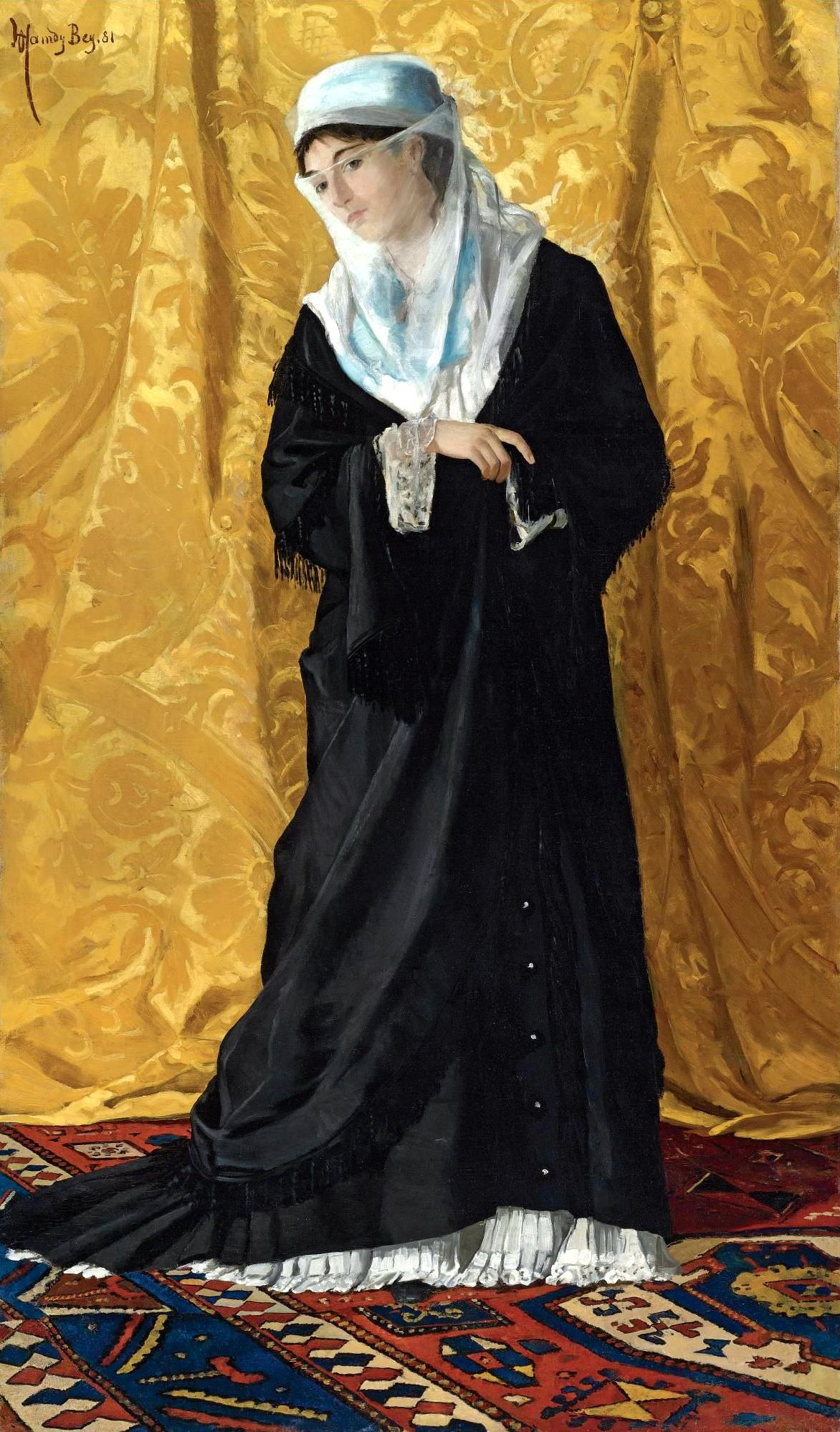
Dama di Costantinopoli

Donne in Turchia

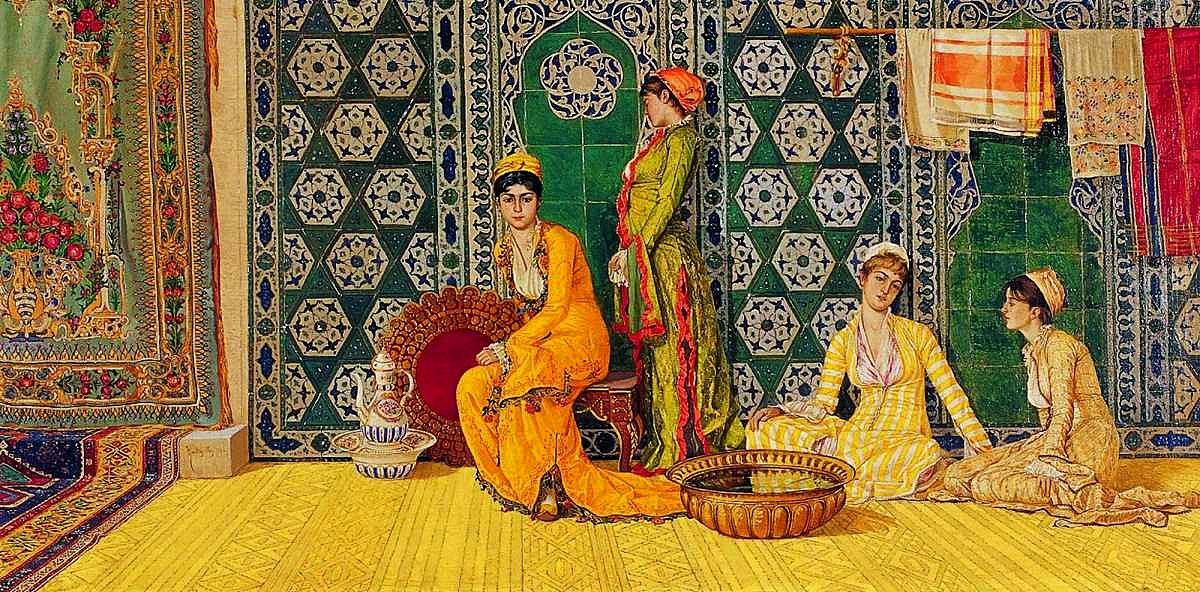
Donne nell'harem
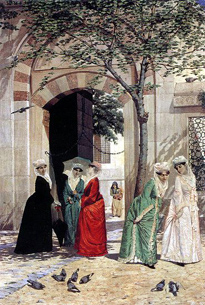
Donne davanti alla moschea
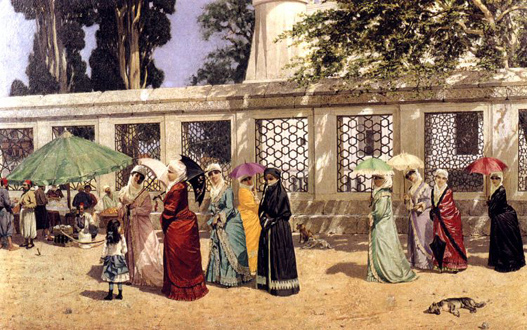
Donne a passeggio

## Note

L'addestratore di tartarughe